# 郑宣化
郑宣化（1535年—1584年），字行義，別號獅南，应天府龍江左衛人，明朝政治人物。

## 生平
嘉靖四十年（1561年）辛酉科应天乡试六十三名舉人，嘉靖四十四年（1565年）乙丑科会试二百四十七名，廷试三甲二百二十六名進士。通政司观政，四十五年二月授江西袁州府推官。隆慶三年（1569年）四月升南京工部主事，五年三月升郎中，四月调南兵部，六年十月调南吏部，丁忧。万历七年（1579年）十一月復除兵部，九年五月累官福建邵武府知府，十二年卒，享年五十。

## 家族
曾祖郑時，百户。祖郑登。父郑文，號竹坡，累封南京兵部郎中。母乔氏，累封宜人。兄宏、弟宜、完、宗化（庠生）、遵化、光化、敷化。